# TuS Westerholz
Der Turn- und Sportverein Westerholz e. V., kurz TuS Westerholz, ist ein deutscher Sportverein mit Sitz in Westerholz, einem Ortsteil der niedersächsischen Gemeinde Scheeßel innerhalb des Landkreises Rotenburg. Der Verein ist vor allem bekannt durch seine Frauenfußball-Mannschaft, die von 1994 bis 2002 in der Regionalliga Nord spielte.

## Frauenfußball
Das Frauenteam des Vereins stieg zur Saison 1994/95 in die Regionalliga Nord auf, die unter diesem Namen erstmals in jener Saison ausgetragen wurde. Mit 22:22 Punkten gelang hier in der Debüt-Saison mit dem siebten Platz ein sicherer Klassenerhalt. Die Klasse konnte in den folgenden Jahren gehalten werden, jedoch gelang es nicht, aus der Abstiegszone bzw. der unteren Tabellenhälfte dauerhaft auszubrechen. Einzig in der Saison 2000/01 erreichten sie mit 30 Punkten und dem 6. Platz ihr bestes Ergebnis und die obere Tabellenhälfte, um dann nach der folgenden Spielzeit 2001/02 mit 15 Punkten und dem 10. Platz abzusteigen.
Ab der Spielzeit 2002/03 ging es in der Niedersachsenliga weiter. Aus dieser wurde zur Saison 2008/09 dann die Oberliga, an deren Ende das Team mit 16 Punkten auf dem 11. Platz landete und abstieg. Ab der Spielzeit 2009/10 spielte das Frauenteam daher in der Bezirksoberliga Lüneburg, die zur Folgesaison in Landesliga Lüneburg umbenannt wurde. In dieser Liga spielten sie bis zur Spielzeit 2022/23, die mit 32 Punkten auf dem 5. Platz abgeschlossen wurde. Danach zog sich das Frauenteam freiwillig aus der Landesliga zurück und spielt heute in der Bezirksliga Lüneburg West.
Bekannteste Spielerin des Vereins ist die 144-fache Nationalspielerin Doris Fitschen, die von 1982 bis 1988 ihre Fußballschuhe für das Mädchenteam, damals in Spielgemeinschaft mit dem FC Hesedorf, schnürte. Von Westerholz wechselte sie zur Spielzeit 1988/89 zum VfR Eintracht Wolfsburg.